# Paul Cambon

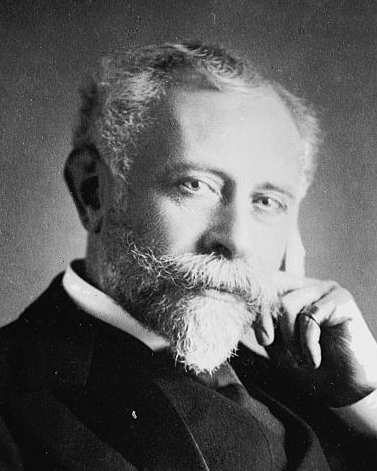
Paul Cambon (um 1905)

Pierre Paul Cambon (* 20. Januar 1843 in Paris; † 29. Mai 1924 ebenda) war ein französischer Diplomat. Er fungierte unter anderem in den Jahren 1898 bis 1920 als französischer Botschafter in Großbritannien.

## Leben
Cambon schloss 1870 ein juristisches Studium in Paris ab. Noch im gleichen Jahr wurde er Leiter des persönlichen Stabes des späteren französischen Ministerpräsidenten Jules Ferry. Ab 1872 stand er als Präfekt mehreren französischen Départements vor.
1882 wechselte er in den französischen diplomatischen Dienst. 1883 gründete er gemeinsam mit Pierre Foncin die Alliance française, eine noch heute existierende Organisation, die das Ziel hat, die französische Sprache und Kultur im Ausland zu verbreiten. Nachdem er 1886 als französischer Resident in Tunis an der Errichtung des dortigen französischen Protektorats über Tunesien mitwirkte, folgten weitere Stationen als Botschafter in Spanien (1886), dem Osmanischen Reich (1891) und schließlich ab 1898 in Großbritannien. Mit dem letzteren Posten erreichte er den nach der damaligen Lage der Weltpolitik bedeutsamsten Posten, den ein französischer Diplomat erreichen konnte. Erste Erfolge als französischer Vertreter in London erreichte er mit seiner Vermittlung in der Faschoda-Krise von 1898.
Gemeinsam mit Théophile Delcassé und anderen Außenministern betrieb Cambon einen entschiedenen Annäherungskurs an Großbritannien, der am 8. April 1904 im Abschluss der sogenannten Entente cordiale, und ihrer späteren Ausweitung zur Triple Entente unter Einbeziehung des kaiserlichen Russlands, gipfelte. Er unterzeichnete für Frankreich am 26. April 1915 den geheimen Vertrag von London, der Italien im Gegenzug zu territorialen Versprechungen zum Kriegseintritt auf der Seite der Triple Entente verpflichtete.